# Yuval Jakobovich
Yuval Jakobovich (in ebraico יובל יעקובוביץ'‎?; Kfar Saba, 9 novembre 1992) è un ex calciatore israeliano, di ruolo centrocampista.

## Carriera
Ha giocato nella massima serie israeliana e in quella rumena.

## Statistiche

### Presenze e reti nei club
| Stagione                 | Squadra                  | Campionato               | Campionato | Campionato | Coppe nazionali | Coppe nazionali | Coppe nazionali | Coppe continentali | Coppe continentali | Coppe continentali | Altre coppe | Altre coppe | Altre coppe | Totale | Totale |
| Stagione                 | Squadra                  | Comp                     | Pres       | Reti       | Comp            | Pres            | Reti            | Comp               | Pres               | Reti               | Comp        | Pres        | Reti        | Pres   | Reti   |
| ------------------------ | ------------------------ | ------------------------ | ---------- | ---------- | --------------- | --------------- | --------------- | ------------------ | ------------------ | ------------------ | ----------- | ----------- | ----------- | ------ | ------ |
| 2010-2011                | Hapoel Kfar Saba         | LL                       | 0          | 0          | CI              | 0               | 0               |                    | -                  | -                  |             | -           | -           | 0      | 0      |
| 2011-2012                | Hapoel Kfar Saba         | LL                       | 17         | 0          | CI              | 0               | 0               |                    | -                  | -                  |             | -           | -           | 17     | 0      |
| 2012-2013                | Hapoel Kfar Saba         | LL                       | 13         | 1          | CI              | 0               | 0               |                    | -                  | -                  |             | -           | -           | 13     | 1      |
| Totale Hapoel Kfar Saba  | Totale Hapoel Kfar Saba  | Totale Hapoel Kfar Saba  | 30         | 1          |                 | 0               | 0               |                    | -                  | -                  |             | -           | -           | 30     | 1      |
| 2013-2014                | Maccabi Petah Tiqwa      | LhA                      | 7          | 0          | CI              | 2               | 0               |                    | -                  | -                  |             | -           | -           | 9      | 0      |
| 2014-2015                | Maccabi Petah Tiqwa      | LhA                      | 26         | 1          | CI+TC           | 2+6             | 0               |                    | -                  | -                  |             | -           | -           | 34     | 1      |
| 2015-2016                | Maccabi Petah Tiqwa      | LhA                      | 20         | 0          | CI+TC           | 2+6             | 0+2             |                    | -                  | -                  |             | -           | -           | 28     | 2      |
| Totale Macc. Petah Tiqwa | Totale Macc. Petah Tiqwa | Totale Macc. Petah Tiqwa | 53         | 1          |                 | 18              | 2               |                    | -                  | -                  |             | -           | -           | 76     | 3      |
| set.-dic. 2016           | Târgu Mureș              | L1                       | 9          | 0          | CR+CdL          | 0+1             | 0               |                    | -                  | -                  |             | -           | -           | 10     | 0      |
| feb.-mag. 2017           | Hapoel Kfar Saba         | LhA                      | 9          | 0          |                 | -               | -               |                    | -                  | -                  |             | -           | -           | 9      | 0      |
| 2017-2018                | Ashdod                   | LhA                      | 25         | 1          | CI+TC           | 3+3             | 0               |                    | -                  | -                  |             | -           | -           | 31     | 1      |
| 2018-2019                | Ashdod                   | LhA                      | 16         | 1          | CI+TC           | 0+5             | 0               |                    | -                  | -                  |             | -           | -           | 21     | 1      |
| Totale Ashdod            | Totale Ashdod            | Totale Ashdod            | 41         | 2          |                 | 11              | 0               |                    | -                  | -                  |             | -           | -           | 52     | 2      |
| Totale carriera          | Totale carriera          | Totale carriera          | 142        | 4          |                 | 30              | 2               |                    | -                  | -                  |             | -           | -           | 172    | 6      |